# The Number of the Beast (album Dream Theater)
The Number of the Beast – oficjalny bootleg progresywnometalowego zespołu Dream Theater wydany w 2005 roku. Zawiera covery utworów Iron Maiden.

## Lista utworów
1. "Invaders" – 4:18
2. "Children of the Damned" – 6:35
3. "The Prisoner" – 6:27
4. "22 Acacia Avenue" – 6:51
5. "The Number of the Beast" – 4:29
6. "Run to the Hills" – 4:05
7. "Gangland" – 6:30
8. "Hallowed Be Thy Name" – 7:59